# Lasse Lindh (musikalbum)
Lasse Lindh är ett album av Lasse Lindh, släppt 2005 på Groover Recordings. Han skrev alla låtarna på albumet själv.

## Låtlista
1. Överlever du Härnösand så överlever du allt
2. Svenska hjärtan
3. Du kommer aldrig mer vara ensam
4. Satan vad ont det gör
5. En idiot som jag
6. Radion spelar aldrig våran sång
7. Tonårskinn och fuskchampagne
8. Louise ibland
9. Kärlekssång
10. Sommarens sista smak
11. Skönhetsmiss

## Medverkande
- Claes Björklund - musiker, producent
- Lennart Claesson - trummor

## Listplaceringar
| Lista (2005) | Topplacering |
| ------------ | ------------ |
| Sverige      | 31           |